# Constantin Oescu
Constantin Oescu (n. 14 iunie 1891, Fântâna Mare, Suceava, România – d. 17 iunie 1973, Iași, România) a fost un agronom român, specialist în botanică, fiziologia plantelor și hibridarea ovăzului. A fost un pionier al sistematicii ovăzului în România și organizator al Școlii de Agricultură Miroslava, contribuind semnificativ la învățământul agronomic ieșean.

## Biografie

### Copilărie și educație
Constantin Oescu s-a născut pe 14 iunie 1891 în satul Fântâna Mare, județul Suceava, într-o familie modestă. De mic a manifestat o inteligență deosebită și o pasiune pentru natură. A urmat liceul la Botoșani, pe care l-a absolvit în 1910 cu rezultate excelente. Cu sprijinul financiar al părinților, a studiat la Facultatea de Științe a Universității din Iași între 1910 și 1914, obținând licența în științe naturale. A fost influențat de profesori precum Petru Poni, Paul Bujor, Alexandra Popovici, Haralamb Vasiliu și Constantin Petrescu.
După absolvire, a fost reținut ca asistent la Catedra de Botanică a profesorului Alexandru Popovici, unde a activat între 1914 și 1920, perfecționându-și cunoștințele în botanică. În 1942, a obținut titlul de doctor în științe naturale la Universitatea din Iași, cu o teză bazată pe cercetările sale în sistematica ovăzului.

### Carieră profesională
În 1920, Constantin Oescu a abandonat temporar activitatea universitară pentru a prelua conducerea Școlii Particulare de Agricultură din Miroslava, județul Iași, destinată orfanilor Primului Război Mondial. A fost numit director în martie 1920 și a rămas în această funcție până în 1929. Sub conducerea sa, școala a fost recunoscută oficial în 1922 ca „școală inferioară de agricultură”, cu drept de a elibera diplome de absolvire. Oescu a introdus o serie de inovații, precum prelungirea duratei studiilor la patru ani, un „an preparator” în care elevii lucrau efectiv în agricultură înainte de înscriere, obligația prezentării unui „referat lunar de lucrări practice” pentru elevii din ultimul an și rotația elevilor prin toate sectoarele fermei didactice. A implementat contabilitatea agricolă în partidă dublă, ceea ce a permis școlii să devină rentabilă, obținând beneficii de aproximativ 500.000 lei anual și lichidând creditele primite de la Societatea de Ocrotire a Orfanilor de Război până în 1926.
În 1929, Oescu a părăsit Miroslava și s-a întors la activitatea de cercetare, lucrând ca asistent la Stațiunea de Ameliorare a Plantelor din Iași, sub conducerea profesorului Ștefan Popescu. În 1942, a fost numit profesor titular la Catedra de Botanică a Facultății de Agronomie din Iași, unde a predat morfologia, sistematica și fiziologia vegetală până la pensionare. În 1948, a publicat unul dintre primele cursuri de fiziologie vegetală din învățământul agronomic superior românesc.

## Activitate științifică

### Contribuții științifice
Constantin Oescu a fost un pionier al hibridării ovăzului în România, contribuind semnificativ la sistematica acestei plante, care ocupa aproximativ 500.000 ha în acea perioadă. Inspirat de cercetările lui Ștefan Popescu asupra grâului (1931-1933), Oescu a studiat ovăzul cultivat, sălbatic și hibrizii naturali din genul *Avena*. A identificat posibilitatea încrucișărilor străine la ovăz, precum și încrucișările interspecifice (*Avena sativa x Avena fatua*, *Avena sativa x Avena sterilis*), descoperind forme hibride naturale numite „sativoide”. Aceste forme, care combină caracteristici ale ovăzului cultivat cu genomul altor specii sălbatice, au reprezentat un material valoros pentru ameliorarea ovăzului. Lucrările sale, bazate pe principiile mendeliene ale eredității, i-au adus recunoaștere ca unul dintre primii cercetători români în acest domeniu, fiind apreciat de geneticianul P. Raicu.
Oescu a efectuat și primele studii asupra florei micologice din depresiunea Jijia-Bahlui, contribuind la cunoașterea ciupercilor din familiile *Peronosporaceae* și *Erysiphaceae*. A condus observații fitosanitare ale culturilor agricole din Moldova, urmând exemplul profesorului Traian Săvulescu, și a realizat cercetări de fiziologie asupra cartofului, fiind unul dintre primii care au abordat acest subiect în România.

### Publicații științifice
Între 1937 și 1943, a publicat șase lucrări despre sistematica ovăzului, printre care *Contribuțiuni la sistematica ovăzului comun din România* (1939), *Avoines sativoides* (1942) și *Contribuții la sistematica ovăzului comun: forme noi din hibrizii naturali* (1943). Alte lucrări includ studii despre flora micologică și fiziologia vegetală, precum cursul de *Fiziologie vegetală* (1948), unul dintre primele de acest fel în învățământul agronomic superior românesc.

## Lucrări
- Din bolile cerealelor. Mătura grâului, „Anuarul Școlii Normale V. Lupu”, Tip. „Presa Bună”, Iași, 1933
- Perenosporaceae Recoltees dans la depresion de la riviere Jijia, „Opinia”, Iași, 1933
- Contribuțiune la sistematica ovăzului comun din România, „Albina Românească”, Iași, 1939
- Avoines sativoides, Tip. „Presa Bună”, Iași, 1942
- Contribuții la sistematica ovăzului comun: forme noi din hibrizii naturali, Tip. „Presa Bună”, Iași, 1943
- Creșterea porcilor, Tip. „Cartea Românească”, București, 1943
- Curs de botanică generală, Ed. „Politehnicii”, Iași, 1948
- Curs de botanică generală, vol. 1, 3, Ed. „Politehnicii”, Iași, 1946-1948
- Contribuțiuni la cunoașterea ciupercilor din familiile Perenosporaceae și Erysiphaceae din jurul localității Geoagiu, Academia R.P.R., Filiala Iași, Cercetări științifice, Fascicolul I, p. 13, 21/1957
- Contribuții la cunoașterea florei din jurul Iașilor, Ed. „Agrosilvica”, București, 1957

## In memoriam
Constantin Oescu a murit pe 17 iunie 1973, la Iași, lăsând o moștenire valoroasă în botanică, fiziologia plantelor și ameliorarea ovăzului. În 1971, la împlinirea vârstei de 80 de ani, a fost omagiat de colegii de la Institutul Agronomic din Iași într-o atmosferă de caldă prețuire. Rămâne o personalitate luminoasă a învățământului agronomic ieșean, recunoscut pentru contribuțiile sale științifice și didactice.